# Ејкур
Ејкур (фр. Heillecourt) насеље је и општина у североисточној Француској у региону Лорена, у департману Мерт и Мозел која припада префектури Нанси.
По подацима из 2011. године у општини је живело 5732 становника, а густина насељености је износила 1570,41 становника/km². Општина се простире на површини од 3,65 km². Налази се на средњој надморској висини од 238 метара (максималној nc m, а минималној nc m).

## Демографија
| 1962. | 1968. | 1975. | 1982. | 1990. | 2011. |
| ----- | ----- | ----- | ----- | ----- | ----- |
| 722   | 1.000 | 2.057 | 5.028 | 6.393 | 5.732 |

График промене броја становника у току последњих година